# Pentadécagone
En géométrie, un pentadécagone est un polygone à 15 sommets, donc 15 côtés et 90 diagonales.
La somme des 15 angles internes d'un pentadécagone non croisé vaut 2 340 degrés.

Un pentadécagone régulier et ses angles remarquables.

## Construction à la règle et au compasd'un pentadécagonerégulier

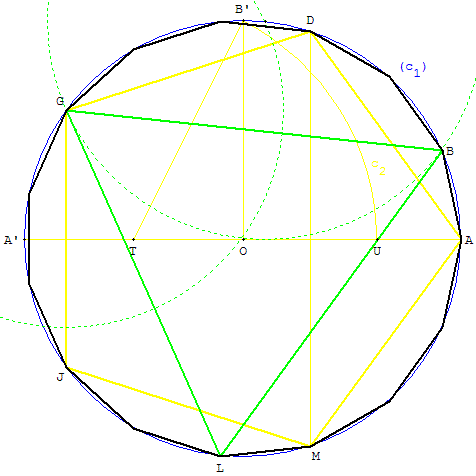

Comme on sait construire le triangle équilatéral et le pentagone régulier, on applique le théorème de Gauss :
3 et 5 étant premiers entre eux, en multipliant par {\displaystyle {\tfrac {2\pi }{15}}} la relation de Bézout 2 × 3 – 5 = 1,
on obtient l'égalité : {\displaystyle 2{\frac {2\pi }{5}}-{\frac {2\pi }{3}}={\frac {2\pi }{15}}.}
Sur un cercle, à partir d'un point A, on place un point G tel que {\displaystyle ({\overrightarrow {OA}},{\overrightarrow {OG}})={\frac {4\pi }{5}}};
le point B tel que {\displaystyle ({\overrightarrow {OG}},{\overrightarrow {OB}})=-{\frac {2\pi }{3}}} est le deuxième sommet du polygone régulier de côté AB.
En pratique, on trace le pentagone régulier ADGJM (sens direct).
À partir du point G, on trace le triangle équilatéral GBL (sens rétrograde).
En reportant 14 fois la longueur AB sur le cercle, on obtient le polygone régulier ABCDEFGHIJKLMNP. Une telle construction a été proposée par Euclide.

## Construction avec unemédiatrice

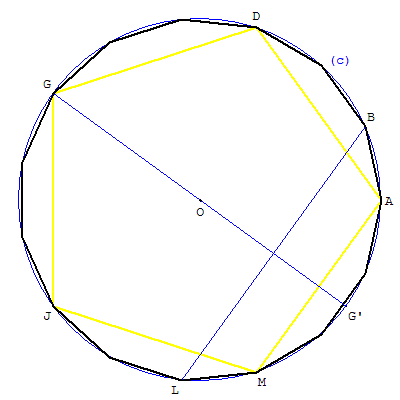

Construire le pentagone régulier ADGJM inscrit dans le cercle (c) de centre O.
Placer le point G' symétrique de G par rapport à O.
La médiatrice de [OG’] coupe le cercle (c) en deux points B et L, sommets du pentadécagone.

### Justification

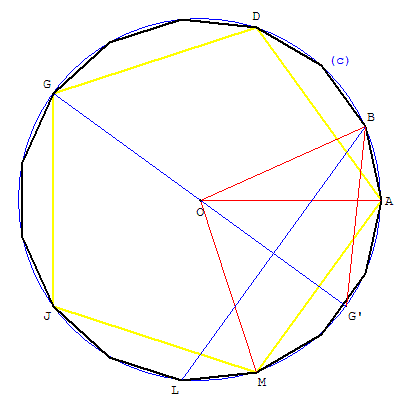

Le triangle OBG' est équilatéral, car OB = OG’ comme rayons et OB = G’B car B est sur la médiatrice de [OG’].
L'angle {\displaystyle {\widehat {MOA}}} de deux rayons du pentagone est de {\displaystyle {\frac {2\pi }{5}}.}
{\displaystyle {\widehat {G'OA}}={\frac {1}{2}}{\widehat {MOA}}={\frac {\pi }{5}}.}
{\displaystyle {\widehat {AOB}}={\widehat {G'OB}}-{\widehat {G'OA}}={\frac {\pi }{3}}-{\frac {\pi }{5}}={\frac {2\pi }{15}}}, angle entre deux rayons du pentadécagone.

## Construction au compas

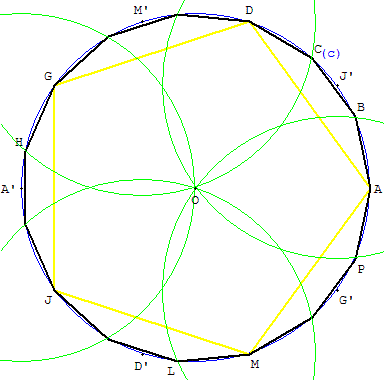

Construire le pentagone régulier ADGJM de centre O.
Placer les points A', D', G', J', M' symétriques de A, D, G, J, M par rapport à O.
Les points du pentadécagone sont les points d'intersection du cercle (c) avec les cercles de centres A', D', G', J', M' passant par le centre O.

### Justification
G'OB est un triangle équilatéral de côtés égaux au rayon r du cercle circonscrit, {\displaystyle {\widehat {G'OB}}={\frac {2\pi }{3}}}.
Comme ci-dessus on a : {\displaystyle {\widehat {G'OA}}={\frac {1}{2}}{\widehat {MOA}}={\frac {\pi }{5}}} (angle au centre du pentagone).
{\displaystyle {\widehat {AOB}}={\widehat {G'OB}}-{\widehat {G'OA}}={\frac {\pi }{3}}-{\frac {\pi }{5}}={\frac {2\pi }{15}}} est l'angle au centre du pentadécagone et le point B est bien un sommet.

## Caractéristiques d'un pentadécagone régulier
Si {\displaystyle a} est la longueur d'une arête :
- le périmètre est {\displaystyle P=15\,a} ;
- l'aire est

{\displaystyle A={\frac {15}{4}}\,a^{2}\cot \left({\frac {\pi }{15}}\right)={\frac {15\;a^{2}}{8}}\left({\sqrt {3}}+{\sqrt {15}}+{\sqrt {2}}{\sqrt {5+{\sqrt {5}}}}\right)} ;
- l'apothème est

{\displaystyle H={\frac {2\,A}{P}}={\frac {a}{2}}\cot \left({\frac {\pi }{15}}\right)} ;
- le rayon vaut

{\displaystyle R={\frac {H}{\cos \left({\frac {\pi }{15}}\right)}}={\frac {a}{2\sin \left({\frac {\pi }{15}}\right)}}} ;
- chaque angle au centre mesure {\displaystyle {\frac {360^{\circ }}{15}}=24^{\circ }} ;
- chaque angle interne mesure {\displaystyle {\frac {2\,340^{\circ }}{15}}=156^{\circ }}.

## Pentadécagones croisés
Les n-gones réguliers croisés (ou étoilés) correspondent aux entiers premiers avec n et compris entre 2 et n/2.
Il y a donc trois pentadécagones réguliers étoilés, que l'on obtient en joignant les sommets de 2 en 2, 4 en 4 ou 7 en 7 :

{15, 2} (angle interne : 132°)
{15, 4} (angle interne : 84°)
{15, 7} (angle interne : 12°)